# Peter Schult
Peter Schult (* 17. Juni 1928 in Berlin; † 25. April 1984 in München) war ein anarchistisch engagierter, deutscher Schriftsteller und Journalist sowie ab den 1970er Jahren ein exponierter Teilnehmer und häufig umstrittener Protagonist öffentlicher Debatten um Sexualmoral und Sexualpolitik, besonders zu Homosexualität und Pädophilie.

## Leben
Geboren wurde Peter Schult am 17. Juni 1928 in Berlin. Gegen Ende des Zweiten Weltkrieges wurde er als jugendlicher Luftwaffenhelfer eingesetzt. Zu dieser Zeit war er auch in der Hitlerjugend. Als Mitglied einer Jugendbande wurde er 1947 und 1948 wegen Schwarzhandels zu kurzen Gefängnisstrafen verurteilt, 1949 wegen fortgesetzten schweren Diebstahls zu 18 Monaten Haft, die er wegen einer Amnestie nur bis zum Jahresende verbüßen musste. Ab 1950 engagierte er sich in Württemberg-Baden in der Jugendarbeit, wurde Mitglied der FDP und der Jungdemokraten, als deren stellvertretender Bundesvorsitzender er auch Vizepräsident der „Liberalen Jugend Europas“ wurde. Er heiratete und wurde in Stuttgart Leiter eines Männerwohnheims, in dem entlaufene Jugendliche aufgenommen wurden. Im Sommer 1954 wurde er festgenommen und wegen „schwerer Unzucht mit Personen unter 21 Jahren“ zu fünf Monaten Haft verurteilt. Er trat daraufhin von allen Ämtern zurück.
Von 1955 bis Juli 1961 diente Schult in der französischen Fremdenlegion. Gegen Ende des Algerienkrieges desertierte er aus der Fremdenlegion, weil er von der Unrechtmäßigkeit und der Unmenschlichkeit des Krieges überzeugt war. Er schrieb einen Artikel über diesen Krieg für den Spiegel. In dieser Zeit begann er immer mehr die herrschenden Gesellschaftsformen zu hinterfragen.
Von 1961 an lebte Schult in München-Schwabing, arbeitete als Hilfsarbeiter im Bruckmann Verlag, als Journalist und als Schriftsteller und gab eine Zeitschrift heraus. Er verbüßte zwei Gefängnisstrafen von fünf und vierzehn Monaten wegen homosexueller Beziehungen zu Jugendlichen und weitere Strafen wegen Drogendelikten. Er nahm an den Ostermärschen, an der Kampagne gegen Springer und an den Anti-Notstand-Aktionen teil.
Von 1971 bis 1974 folgte eine dreijährige Gefängnisstrafe wegen Drogenhandels und Freiheitsberaubung. Ab Anfang 1973 wirkte Schult im Gefängnis für die Rote Hilfe und nahm im Mai 1973 am zweiten Hungerstreik der RAF gegen den Ausschluss der Verteidiger und die Isolationshaft teil. Fritz Teufel machte Volker Schlöndorff und Margarethe von Trotta auf Schults Haftsituation aufmerksam, die ihn daraufhin regelmäßig im Gefängnis besuchten. Der SPD-Bundestagsabgeordnete Hermann Dürr, den Schult seit seinem Jungdemokraten-Engagement in den 1950er Jahren kannte, setzte sich ebenfalls für ihn ein.
Nach Schults Entlassung am 21. Februar 1974 – Schlöndorff und Trotta holten ihn aus der JVA Kaisheim ab – folgte die Mitarbeit im Kollektiv Rote Hilfe München. Er war Mitarbeiter der Münchner Stadtzeitung Blatt und der Zeitschrift Autonomie. Gemeinsam mit dem Verleger des Trikont-Verlags, Herbert Röttgen, engagierte er sich gegen das Verbot der Memoiren des ehemaligen Terroristen Bommi Baumann, organisierte eine Solidaritätsaktion von 380 Personen des öffentlichen Lebens und erreichte die Freigabe des Werks.

## Teilnehmer öffentlicher Sexualitätsdebatten
Peter Schult war bekennender Päderast. In den auf seine Haftentlassung 1974 folgenden Jahren geriet er durch seine offen ausgelebte Päderastie immer mehr in das Visier der Justiz, was seine zunehmend radikaler werdende Ablehnung der etablierten Gesellschaft, der herrschenden Sexualmoral und des bürgerlichen Lebens überhaupt verstärkte. Im Juni 1976 wurde er beschuldigt, ein achtjähriges Mädchen eine Nacht lang zu sich nach Hause verbracht zu haben, um es sexuell zu missbrauchen. Die Vorwürfe führten zu Auseinandersetzungen auch innerhalb der linken Szene. Schult bestritt die Tat unter Verweis auf sein Desinteresse an Mädchen und eine fehlende Glaubwürdigkeit des Kindes, wurde aber zu 27 Monaten Haft verurteilt. Im Mai 1979 kam es wegen zweier Vergehen mit Minderjährigen zu einem weiteren Strafverfahren, das mit einer Bewährungsstrafe endete.
Am 1. Februar 1982 wurde Schult in einem weiteren Prozess, in dem er öffentlich durch Volker Schlöndorff, Margarethe von Trotta, Birgitta Wolf sowie den Verein für sexuelle Gleichberechtigung unterstützt worden war, zu einer Freiheitsstrafe von 34 Monaten wegen fünf homosexueller Vergehen mit Jugendlichen und dreimaligen sexuellen Missbrauchs von Kindern verurteilt. Die angesichts der Vorstrafen geringe Strafhöhe begründete das Gericht damit, dass das Alter der unter 14-jährigen Kinder für Schult nicht erkennbar war und dass „ein Schaden in der Entwicklung der Kinder offensichtlich nicht eingetreten ist“.
Ab Herbst 1982 klagte Schult in der Haft über gesundheitliche Beschwerden; ein Schatten auf seiner Lunge wurde von den Gefängnisärzten aber als harmlos diagnostiziert und eine weitergehende Behandlung abgelehnt. Im Herbst 1983 wurde Lungenkrebs festgestellt. Nun setzten sich Prominente und bekannte Aktivisten wie Klaus Croissant, Hans-Christian Ströbele, Helmut Gollwitzer, Dorothee Sölle, Peggy Parnass und Peter-Paul Zahl sowie die Bundestagsfraktion der Grünen und der FDP-Landtagsabgeordnete Fritz Flath für Schults vorzeitige Haftentlassung ein. Die Justizbehörden lehnten dies ab; Schult wurde aber aus der Justizvollzugsanstalt Kaisheim in die Berliner Lungenklinik Heckeshorn verlegt. Von dort floh er im März 1984 zunächst mit einem gefälschten Pass nach Ostberlin und dann nach Südfrankreich. Einige Wochen später kehrte er nach München zurück, wo die Behörden auf eine erneute Verhaftung verzichteten und einem Gnadengesuch stattgegeben wurde. Am 25. April 1984 starb er im Krankenhaus Neuperlach durch innere Blutungen aufgrund eines Magengeschwürs. Sein Nachlass liegt im Forum Queeres Archiv München.

## Publikationen (Auswahl)
- Besuche in Sackgassen – Aufzeichnungen eines homosexuellen Anarchisten. Autobiographie. Trikont Verlag, 1978.
- Gefallene Engel – Erzählungen, Essays, Streitschriften. Gmünder Verlag, 1982.
- Herbst in Haidhausen. Romanfragment aus dem Nachlass. Kiel 1985

sowie Artikel, Essays und Statements in verschiedenen Publikationen:
- Poor Boy Blues in: Lesebuch, Hg. Joachim S. Hohmann, Foerster Verlag, Frankfurt 1979.
- Pädophilie heute – Berichte, Meinungen und Interviews zur sexuellen Befreiung des Kindes, 1980